# Gratiot County
Gratiot County ist ein County im Bundesstaat Michigan der Vereinigten Staaten. Der Verwaltungssitz (County Seat) ist Ithaca. Das U.S. Census Bureau hat bei der Volkszählung 2020 eine Einwohnerzahl von 41.761 ermittelt.

## Geographie
Das County liegt etwas südöstlich des geographischen Zentrums der Unteren Halbinsel von Michigan und hat eine Fläche von 1480 Quadratkilometern, wovon vier Quadratkilometer Wasserfläche sind. Es grenzt im Uhrzeigersinn an folgende Countys: Midland County, Saginaw County, Clinton County, Montcalm County und Isabella County.

## Geschichte
Gratiot County wurde 1831 als Original-County aus freiem Territorium gebildet. Benannt wurde es nach Charles Gratiot, einem Offizier, der das Fort Gratiot erbaute, an der Stelle der heutigen Stadt Port Huron.
Neun Bauwerke und Stätten des Countys sind im National Register of Historic Places eingetragen (Stand 23. November 2017).

## Demografische Daten
Nach der Volkszählung im Jahr 2000 lebten im Gratiot County 42.285 Menschen in 14.501 Haushalten und 10.397 Familien. Die Bevölkerungsdichte betrug 29 Einwohner pro Quadratkilometer. Ethnisch betrachtet setzte sich die Bevölkerung zusammen aus 92,01 Prozent Weißen, 3,72 Prozent Afroamerikanern, 0,55 Prozent amerikanischen Ureinwohnern, 0,34 Prozent Asiaten, 0,02 Prozent Bewohnern aus dem pazifischen Inselraum und 1,76 Prozent aus anderen ethnischen Gruppen; 1,60 Prozent stammten von zwei oder mehr Ethnien ab. 4,43 Prozent der Bevölkerung waren spanischer oder lateinamerikanischer Abstammung.
Von den 14.501 Haushalten hatten 34,0 Prozent Kinder unter 18 Jahren, die bei ihnen lebten. 57,6 Prozent waren verheiratete, zusammenlebende Paare, 10,2 Prozent waren allein erziehende Mütter und 28,3 Prozent waren keine Familien. 23,7 Prozent waren Singlehaushalte und in 10,7 Prozent lebten Menschen im Alter von 65 Jahren oder darüber. Die Durchschnittshaushaltsgröße betrug 2,57 und die durchschnittliche Familiengröße lag bei 3,02 Personen.
23,8 Prozent der Bevölkerung waren unter 18 Jahre alt. 11,6 Prozent zwischen 18 und 24 Jahre, 29,5 Prozent zwischen 25 und 44 Jahre, 21,6 Prozent zwischen 45 und 64 Jahre und 13,5 Prozent waren 65 Jahre oder älter. Das Durchschnittsalter betrug 36 Jahre. Auf 100 weibliche Personen kamen 108,3 männliche Personen. Auf 100 Frauen im Alter von 18 Jahren und darüber kamen statistisch 109,1 Männer.
Das jährliche Durchschnittseinkommen eines Haushalts betrug 37.262 USD, das Durchschnittseinkommen einer Familie 43.954 USD. Männer hatten ein Durchschnittseinkommen von 32.442 USD, Frauen 22.333 USD. Das Prokopfeinkommen betrug 17.118 USD. 7,3 Prozent der Familien und 10,3 Prozent der Bevölkerung lebten unterhalb der Armutsgrenze.

## Orte im County
- Alma
- Ashley
- Bannister
- Beebe
- Breckenridge
- Brice
- Bridgeville
- Edgewood
- Elm Hall
- Elwell
- Eugene
- Forest Hill
- Ithaca
- Langport
- Middleton
- New Haven Center
- Newark
- North Star
- North Wheeler
- Perrinton
- Pompeii
- Rathbone
- Riverdale
- Saint Louis
- Sethton
- Sickles
- Summerton
- Sumner
- Wheeler

Townships
- Arcada Township
- Bethany Township
- Elba Township
- Emerson Township
- Fulton Township
- Hamilton Township
- Lafayette Township
- New Haven Township
- Newark Township
- North Shade Township
- North Star Township
- Pine River Township
- Sebewaing Township
- Sumner Township
- Washington Township
- Wheeler Township